# Carolus Andreæ
Carolus Andreæ (svenska: Carl Andersson), född 1390, död 5 april 1451 i Vadstena, var en svensk präst i Vists församling och munk i Vadstena kloster. 

## Biografi
Carolus Andreæ föddes 1390 och prästvigdes 1415. Han var sedan under fem år korpräst i Linköpings församling och ett år i Skänninge församling. Andreæ blev 1422 kyrkoherde i Vists församling, Vists pastorat. Han blev 16 december 1442 munk i Vadstena kloster. Andreæ avled 5 april 1451 i Vadstena.
Han hade med sig tre kodex till Vadstena kloster. Andreæ skänkte 1416 en kalk till Vists kyrka med inskriptionen: Vist curatus frater Carolus Vasten. hec procuravit de dono Dei. Orate pro eo. Anno Domini mcdxvi.